# Khadija Arib
Khadija Arib, arab. خديجة عريب (ur. 10 października 1960 w Hedami koło Casablanki) – holenderska polityk i działaczka społeczna pochodzenia marokańskiego, parlamentarzystka, w latach 2016–2021 przewodnicząca Tweede Kamer.

## Życiorys
W wieku 15 lat osiedliła się w Holandii. Absolwentka socjologii na Uniwersytecie Amsterdamskim. Pracowała jako urzędnik administracji publicznej, nauczyciel akademicki i pracownik socjalny. Zaangażowała się w działalność na rzecz praw kobiet. W 1989 podczas wizyty w Maroku publiczne domagała się zwiększenia uprawnień tamtejszych kobiet. Została wówczas zatrzymana przez policję, po kilku dniach zwolniona po interwencji holenderskiego ministra spraw zagranicznych.
Przystąpiła do Partii Pracy. W 1998 po raz pierwszy z jej ramienia uzyskała mandat posłanki do Tweede Kamer. Z powodzeniem ubiegała się o ponowny wybór w 2002, 2003, 2006, 2010, 2012, 2017 i 2021.
12 grudnia 2015 została pełniącą obowiązki przewodniczącej niższej izby Stanów Generalnych. 13 stycznia 2016 wybrana na przewodniczącą Tweede Kamer. Po wyborach w 2017 ponownie została przewodniczącą niższej izby parlamentu. Po wyborach w 2021 ponownie ubiegała się o urząd przewodniczącej; przegrała w głosowaniu z Verą Bergkamp.